# کورمیخا
کورمیخا (به لاتین: Kormikha) یک منطقهٔ مسکونی در روسیه است که در سرزمین آلتای واقع شده‌است.